# Универсиада
 Тази статия е за спортното състезание.  За залата в София вижте Универсиада (зала).  
Универсиадата (комбинация от думите университет и олимпиада), известна още като световни университетски игри или световни студентски игри, е международно спортно състезание за студенти от висши училища, организирано от Международната университетска спортна федерация (FISU), преди нея – от Международната конфедерация на студентите (ICS).
Универсиадите биват 2 вида – лятна универсиада и зимна универсиада, подобно на летните и зимните олимпийски игри. Организирането им започва през 1959 г., когато в Торино, Италия е проведена Първата лятна универсиада.

## История
В България са проведени 4 универсиади – 2 летни (1961 и 1977) и 2 зимни (1983 и 1989). Техен домакин е град София.

### ICS
Първите международни студентски игри са организирани през 1923 г. в Париж (Франция), по време на които се учредява Международна конфедерация на студентите (ICS). ICS организира няколко световни студентски игри:
- 1925 г. – Прага (Чехословакия),
- 1927 г. – Париж (Франция),
- 1930 г. – Дармщат (Германия),
- 1933 г. – Торино (Италия),
- 1935 г. – Будапеща (Унгария),
- 1937 г. – Париж (Франция),
- 1939 г. – Монако.

Дейността на ICS е прекъсната от Втората световна война.

### FISU
Международната университетска спортна федерация (на френски: Fédération Internationale du Sport Universitaire, FISU; на английски: International University Sports Federation) координира дейността на над 100 национални университетски спортни федерации и организира летните и зимните универсиади. Седалището на FISU е в Брюксел, Белгия.
През 1948 г. в Люксембург се създава FISU, но официалното учредяване на федерацията става следващата година, по време на Международната университетска спортна седмица в Мерано (Италия).
FISU организира няколко международни спортни игри с участие на студентски организации от Западна Европа.
- 1951 г. – Люксембург,
- 1953 г. – Дортмунд (Германия),
- 1955 г. – Сан Себастиан (Испания),
- 1957 г. – Париж (Франция).

На игрите през 1957 г. френската федерация кани също представители на страните от Източния блок и е взето решение международните студентски игри да се наричат универсиади от 1959 г.